# Psyllocamptus (Psyllocamptus) propinquus
Psyllocamptus (Psyllocamptus) propinquus is een eenoogkreeftjessoort uit de familie van de Ameiridae. De wetenschappelijke naam van de soort is voor het eerst geldig gepubliceerd in 1896 door T Scott.